# 噂的達人
『噂的達人』（うわさのたつじん）は、1988年4月1日から1989年9月29日までTBS系列で放送されていたTBS製作のトーク番組。ダイハツ工業の一社提供。放送時間は毎週金曜 23:30 - 土曜 0:00（日本標準時）。

## 概要
番組MCの小堺一機と山口美江が、毎回ゲスト1名を「○○の達人」として迎え、彼らが仕事・生活・趣味・特技など様々な物事に興味を持ったきっかけやこだわりなどについて語り合っていた深夜のトーク番組。この「○○の達人」は、出演者各々の紹介テロップに付されていた。
上記のとおり、番組タイトルの読みは「うわさのたつじん」であり、「うわさてきたつじん」とは読まない。
1989年10月からこの時間帯で『筑紫哲也NEWS23』が放送されるのに伴い、番組は同年9月いっぱいで終了した。以来この時間帯におけるバラエティ番組の放送は、2023年4月に『ララLIFE』がスタートするまで33年半にわたって途絶えていた。スポンサーのダイハツは本番組の終了後、火曜21時からの2時間枠で放送される『社運バラエティー ギミア・ぶれいく』と金曜20時台に放送される『TAKESHIの頭の良くなるテレビ』のスポンサー（複数スポンサーの一社）に付いた。
一社提供番組ということもありTBS系列の無い地域でもスポンサードネットされており、四国放送では日曜 12:00 - 12:30に遅れネットされていた。また1989年10月の開局を控えていたテレビユー山形は、9月下旬のサービス放送期間中に本番組の最終回を放送した。

## 出演者

### MC
- 小堺一機（バックショットの達人）
- 山口美江（笑顔の達人）

### ナレーター
- 槇大輔（窪田等（高音の達人））

### ゲスト
- アン・ルイス（イミテーションの達人）
- 中村勘九郎（ディズニーランドの達人）
- 秋野暢子（ネオ・サイケの達人）
- 三宅裕司（ビールの達人）
- 森川由加里（葛飾の達人）
- 景山民夫（パチンコの達人）
- 渡辺正行（温泉旅館の達人）
- 鈴木雅之（BGMの達人）
- 笑福亭鶴瓶（サウナの達人）
- 円広志（メダカの達人）
- 京本政樹（お引っ越しの達人）
- ジャイアント馬場（「水戸黄門」の達人）
- 所ジョージ（両切りタバコの達人）
- 兵藤ゆき（ニャンコの達人）
- 陣内孝則（カニの達人）
- 富田靖子（少女マンガの達人）
- 泉谷しげる（植木等の達人）
- 小林克也（観葉植物の達人）
- 石田純一（ギャンブルの達人）
- 稲川淳二（風見鶏の達人）
- 近藤等則（越境の達人）
- 高見恭子（夜遊びの達人）
- 石倉三郎（ニボシの達人）
- ラサール石井（マイホームの達人）
- 堀内孝雄（リラックスの達人）
- サンプラザ中野（早稲田の達人）
- 錦織一清（放浪の達人）
- 古舘伊知郎（カイロの達人）
- 斎藤由貴（ガラスの達人）
- 関根勤（レンタルビデオの達人）
- 髙嶋政宏（易学の達人）
- コロッケ（ハジキの達人）
- 渡辺裕之（BEATの達人）
- 島崎俊郎（野性の達人）
- 西村知美（アイスクリームの達人）
- 渡辺謙（麺の達人）

- デーモン小暮（BRONXの達人）
- 永島敏行（GAMEの達人）
- 森田健作（日焼けの達人）
- なぎら健壱（チューハイの達人）
- つみきみほ（マリリン・モンローの達人）
- 鈴木聖美（犬の達人）
- 高中正義（流行りものはとりあえずやってみるの達人）
- 西城秀樹（シャツの達人）
- 渡辺英樹（KOMORIの達人）
- せんだみつお（トラッドの達人）
- 薬師丸ひろ子（お泊りの達人）
- 上田正樹（居候の達人）
- 立木義浩（女の達人）
- 田中義剛（乳の達人）
- 吉田照美（デカイ顔の達人）
- 多岐川裕美（ミーハーの達人）
- バブルガム・ブラザーズ（カオの達人）
- 宮尾すすむ（おみやげの達人）
- 酒井法子（焼きの達人）
- 佐野量子（一人暮らしの達人）
- 宇崎竜童（災難の達人）
- 山下真司（古着の達人）
- ジェームス三木（新人の達人）
- RIKACO（ハマの達人）
- 嘉門達夫（ガラクタの達人）
- 谷村新司（シワの達人）
- 清水宏次朗（“待ち”の達人）
- 来生えつこ（スポーツ番組の達人）
- 明石家さんま（ファンタジーの達人）
- AKIRA（週末の達人）
- 上岡龍太郎（古代史の達人）
- 木の実ナナ（ディズニーの達人）
- 阿部寛（お茶漬の達人）
- 山咲千里（パーティーの達人）
- 根本要（ブラウン管の達人）
- 青島幸男（手づくりの達人）

## スタッフ
- 構成：木崎徹、神辺恒彦、川崎良、須永修一郎
- 技術：石井信行
- TD：石田実
- カメラ：甲斐文治
- VE：明鹿野崇
- 音声：諸見長人
- 照明：小松武久
- 美術デザイン：荒川淳彦
- 美術制作：タイム
- 美術進行：今井隆之
- スタイリスト：高野いせこ
- メイク：阿部未央
- TK：寺島千加子
- 選曲・効果：牛腸正二郎
- 編集：JEE六本木
- ディレクター：山田正
- 演出：大島敏明
- プロデューサー：土屋純一
- 技術協力：パビック
- 制作協力：時空工房
- 製作著作：TBS

## テーマ曲
いずれも久保田利伸の楽曲。
- オープニングテーマ：「流星のサドル (Dub Version)」
- エンディングテーマ：「Missing」「Indigo Waltz」

エンディングに関しては、小堺一機の「STARRY NIGHT」やFUN TIMEの「210日」など、別のアーティストによる楽曲が使われることもあった。

## 書籍化
いずれも東京放送 (TBS) と時空工房の共同編集。
- 噂的達人 Vol.1（1988年）ISBN 4-7897-0394-0
- 噂的達人 Vol.2（1989年）ISBN 4-7897-0430-0
- 噂的達人 Vol.3（1989年）ISBN 4-7897-0480-7